# وليام نيكسون ل
وليام نيكسون ل (بالإنجليزية: William Nickson)‏ ولد بتاريخ 30 يناير 1953 في ليفربول، هو دراج بريطاني سابق. سبق أن شارك في دورة الألعاب الأولمبية الصيفية.

## روابط خارجية
- وليام نيكسون ل على موقع أرشيف الدراجات (الإنجليزية)
- وليام نيكسون ل على موقع إحصائيات الدراجات الإحترافية (الإنجليزية)
- وليام نيكسون ل على موقع أوليمبيديا (الإنجليزية)
- وليام نيكسون ل على موقع اتحاد ألعاب الكومنولث (مؤرشف) (الإنجليزية)